# Tom Felton
Thomas Andrew Felton (sinh ngày 22 tháng 9 năm 1987) là một nam diễn viên người Anh nổi tiếng với vai diễn Draco Malfoy trong bản chuyển thể điện ảnh của loạt tiểu thuyết kỳ ảo Harry Potter của J. K. Rowling.
Sinh ra ở Surrey , Felton bắt đầu xuất hiện trong các quảng cáo và xuất hiện lần đầu trên màn ảnh với vai Peagreen Clock trong The Borrowers (1997). Anh đóng vai Louis T. Leonowens trong Anna and the King (1999) trước khi được chọn vào vai trong Harry Potter and the Philosopher's Stone (2001). Felton xuất hiện trong bảy phần tiếp theo cho đến phần phim cuối cùng, Harry Potter and the Deathly Hallows – Part 2 (2011). Felton xuất hiện trong bộ phim khoa học viễn tưởng Rise of the Planet of the Apes (2011). Sau đó, anh được chọn vào các bộ phim độc lập From the Rough (2011) và The Apparition (2012).
Felton đóng vai tử tước Trencavel trong Labyrinth lịch sử và vai James Ashford trong bộ phim truyền hình cổ trang Belle (2013), được giới phê bình đánh giá cao. Vào năm 2015, anh ta trở lại như một nghi phạm giết người trong Vụ án mạng đầu tiên của TNT. Felton xuất hiện trong Message from the King and A United Kingdom , được công chiếu lần đầu tại Liên hoan phim Quốc tế Toronto 2016. Anh đóng vai Doctor Alchemy trên The Flash của CW , dựa trên truyện tranh cùng tên . Felton đóng vai chính trong phim chính kịch Feed (2017), phim kinh dị hành động Stratton (2017) và phim tiểu sử Megan Leavey (2017). Felton là một loạt phim thường xuyên trong loạt phim khoa học viễn tưởng Origin năm 2018 và xuất hiện với vai Laertes trong Ophelia của Claire McCarthy (2018), cả hai đều được giới phê bình khen ngợi. Felton đã thể hiện nhân vật phản diện trong bộ phim kinh dị gia đình A Babysitter's Guide to Monster Hunting (2020).

## Đầu đời
Thomas Andrew Felton sinh ngày 22 tháng 9 năm 1987 tại Epsom, Surrey, là con út trong gia đình có 4 người con trai của Peter Felton và Sharon Anstey. Cha mẹ anh ly hôn khi anh còn là một thiếu niên. Ông ngoại của anh là nhà địa vật lý Nigel Anstey. Felton được học tại Trường Cranmore của West Horsley cho đến năm 13 tuổi, sau đó anh theo học tại Trường Howard of Effingham để học trung học. Felton đã phát triển niềm yêu thích ca hát trong thời thơ ấu của mình và sau đó tham gia dàn hợp xướng của trường; anh ấy đã được đề nghị một vị trí trong Dàn hợp xướng Nhà thờ Guildford.

## Sự nghiệp

### 1997–2000: Khởi đầu
Felton bắt đầu đóng quảng cáo cho các công ty như Commercial Union và Barclaycard. Anh ấy có được vai diễn điện ảnh đầu tiên khi đóng vai Peagreen Clock trong Peter Hewitt's The Borrowers (1997). Năm 1998, Felton lồng tiếng cho James trong loạt phim truyền hình Bugs. Felton đóng vai nhân chứng Thomas Ingham đối diện với Clive Owen trong Second Sight năm 1999. Felton đóng vai Louis T. Leonowens trong phim Anna and the King (1999), với sự tham gia của Jodie Foster, được quay ở Malaysia. Năm 2000, Felton làm khách mời trong Second Sight 2 trong tập "Hide and Seek".

### 2001–2011: Loạt phimHarry Pottervà sự công nhận
Năm 1999, các buổi thử vai đã được tổ chức cho Harry Potter and the Philosopher's Stone, bộ phim chuyển thể từ tiểu thuyết cùng tên của J. K. Rowling. Felton đã không đọc sách vào thời điểm thử vai, và ban đầu đã đọc về vai diễn của Harry Potter và Ron Weasley trước khi cuối cùng được chọn vào vai Draco Malfoy, "kẻ thù .. kẻ sẽ làm bất cứ điều gì, và nhiều thứ khác, để chắc chắn nhà của anh ấy đặt trước." Harry Potter and the Philosopher's Stone được phát hành vào năm 2001 với thành công về mặt phê bình và thương mại. Bộ phim được khen ngợi vì dàn diễn viên của nó, bao gồm cả Felton; một nhà phê bình gọi màn trình diễn của anh là "hiện thân của sự xấc xược của tầng lớp thượng lưu."
Anh ấy đã đóng lại vai diễn của mình vào năm sau trong Harry Potter and the Chamber of Secrets (2002), bộ phim đã chứng kiến Felton giành được Giải thưởng dành cho Trẻ em của Disney Channel. Felton bắt đầu Câu lạc bộ người hâm mộ Tom Felton chính thức của mình vào năm 2004 và tham gia các sự kiện ký tặng. Câu lạc bộ người hâm mộ của anh ấy được cho là đã thu hút rất nhiều người hâm mộ đến nỗi Felton phải tạm dừng mọi người đăng ký. Khi người hâm mộ hỏi Felton những đứa trẻ nên làm gì nếu ai đó giống nhân vật của anh ấy đang bắt nạt chúng, anh ấy nói: "Hãy nói với ai đó. Bạn không muốn giữ điều đó cho riêng mình."
Felton xuất hiện trong Harry Potter and the Prisoner of Azkaban (2004) và Harry Potter and the Goblet of Fire, cả hai đều được phát hành để ngày càng được công nhận trên toàn cầu. Felton xuất hiện với tư cách khách mời trên Home Farm Twins vào năm 2005, nơi anh đóng vai Adam Baker trong loạt phim ngắn ngủi. Vào ngày 11 tháng 11 năm 2005, anh và Rupert Grint đã trao tặng Liz Carnell Giải thưởng Niềm tự hào của Anh Quốc trên tờ Daily Mirror cho thành tích của cô trong việc nâng cao nhận thức về nạn bắt nạt. Harry Potter and the Order of the Phoenix được quay vào năm 2006 và phát hành năm 2007, trở thành bộ phim có doanh thu cao thứ hai trong năm. Khi được hỏi liệu anh ấy có mong được đóng vai một chàng trai tốt trong tương lai hay không, anh ấy trả lời: "Không. Chà, tôi không biết. Tôi cho rằng hiện tại tôi hài lòng với việc gắn bó với con người của anh ấy. Nhưng sau di sản của Potter là hơn nữa, tôi mong được đóng vai một chàng trai tốt, hoặc một người khác; một người không cay nghiệt như vậy."

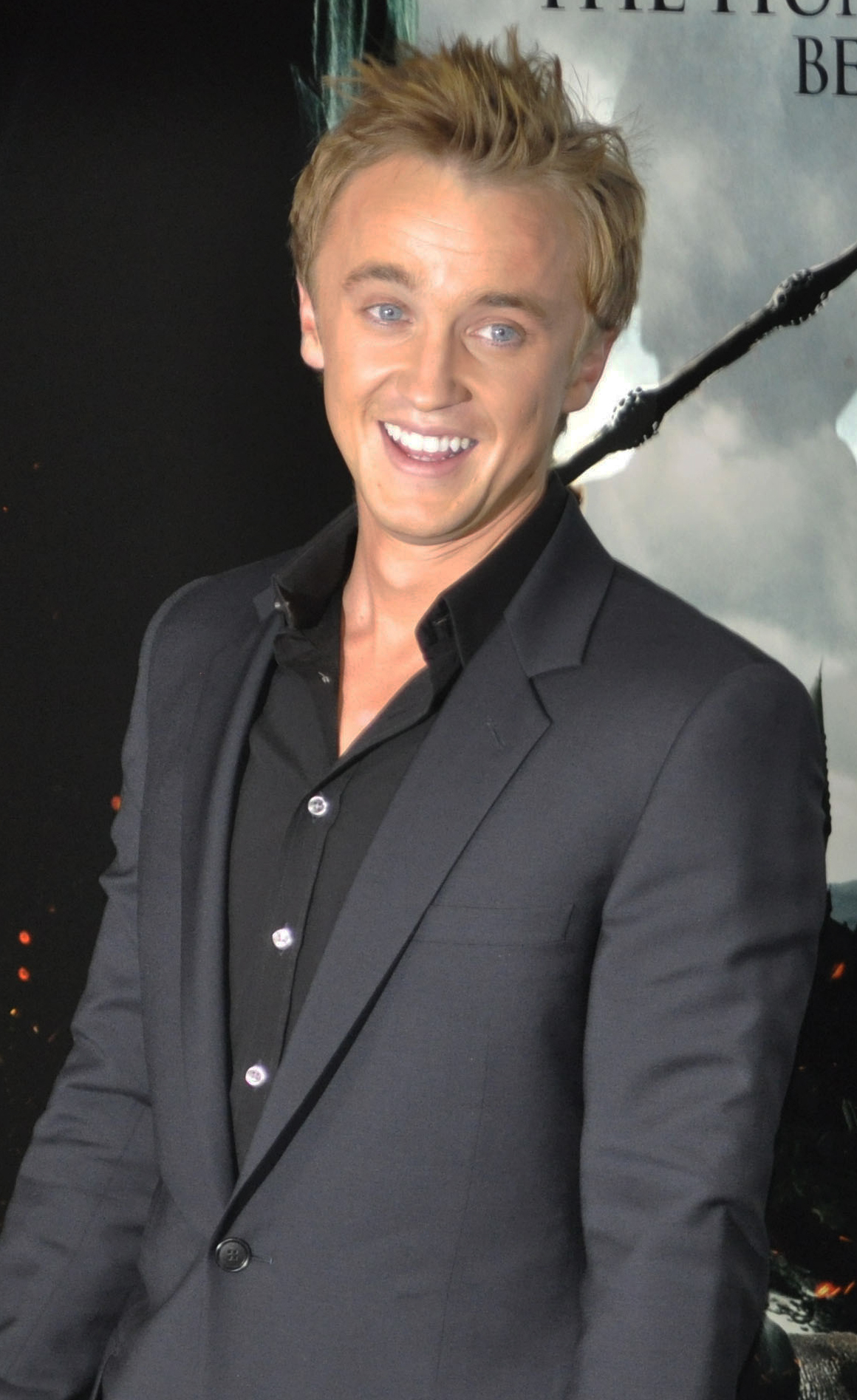
Felton tại buổi ra mắt Harry Potter và Bảo bối Tử thần – Phần 1 tháng 11 năm 2010.

Vào tháng 7 năm 2007, Felton đến thăm Bệnh viện Nhi đồng ở Denver, Colorado, trong một sự kiện từ thiện trước khi phát hành Harry Potter and the Order of the Phoenix. Vào ngày 18 tháng 3 năm 2011, Felton xuất hiện trong một bức tranh hài kịch trong sự kiện Red Nose Day 2011 cùng với James Corden, Rupert Grint, George Michael, Justin Bieber, Paul McCartney, Ringo Starr, Keira Knightley, Giáo sư Robert Winston và cựu Thủ tướng Vương quốc Anh Gordon Brown.
Vào ngày 12 tháng 11 năm 2008, Felton xuất hiện cùng với Jack Osbourne trên Adrenaline Junkie khi anh tham gia vào nhiều thử thách khác nhau ở Nam Phi, bao gồm nhảy bungee 200 ft trên cầu Bloukrans, đi trực thăng, tiếp theo là thả dù tự do và đối mặt - đối mặt với cá mập trắng lớn . Felton đã đóng vai Simon trong bộ phim kinh dị / ly kỳ năm 2009 The Disappished. Harry Potter and the Half-Blood Prince được phát hành vào tháng 7 năm đó như một thành công lớn về mặt thương mại; The Hollywood Reporter mô tả vai trò của Felton là "tỏa sáng lâu năm" trong khi cốt truyện của phim "đè nặng lên anh ta, khiến vẻ tự mãn của anh ta tan biến hết."
Năm 2010, Felton phát hành bài hát gốc của mình "Hawaii" trên Six String Productions – một hãng thu âm độc lập do Felton, David Proffitt và Philip Haydn-Slater điều hành, thúc đẩy sự độc lập sáng tạo và quyền sở hữu tài liệu.  Felton đã miêu tả nhân vật chính, Ray Marsden, trong White Other (2010). đã được phát hành. Nhân vật của anh là một thanh niên gặp khó khăn ở "tận cùng" nước Anh và đóng cùng với bạn diễn Harry Potter Imelda Staunton. Felton có một vai khách mời trong Get Him to the Greek (2010) vào tháng 6. Anh đã đóng vai nhân vật Dodge Landon trong phim khoa học viễn tưởng năm 2011 Rise of the Planet of the Apes, và đóng vai một điều tra viên huyền bí trong phim kinh dị The Apparition (2012). Felton diễn lại vai Malfoy lần cuối trong Harry Potter and the Deathly Hallows – Part 1 và Harry Potter and the Deathly Hallows – Part 2. Màn trình diễn của anh ấy trong Harry Potter and the Half-Blood Prince và Harry Potter and the Deathly Hallows – Part 1 đã giúp anh ấy giành được hai giải MTV Movie liên tiếp cho Nhân vật phản diện xuất sắc nhất vào năm 2010 và 2011. Screen Rant nói rằng Felton đã "đưa nhân vật phức tạp, nhiều lớp" vào các bộ phim, gọi Malfoy là "anh hùng sùng bái thực sự" của loạt phim.
Felton đã đăng ba video âm nhạc trên YouTube với tài khoản "Feltbeats", trong đó anh biểu diễn các đoạn rời của bài hát gốc. Chín bài hát đã được thu âm lại và hiện có trên iTunes : "Time Well Spent", "Time Not Healing", "One of These Days", "Under Stars", "Right Place, Right Time", "In My Arms, "All I Need" và "I Will Be There" kết hợp với nhạc cụ "Silhouettes in Sunsets." Anh ấy cũng đã thu âm một album mang tên In Good Hands . Nó bao gồm sáu bài hát "If You Could Be Anywhere", "We Belong", "When Angels Come", "Convinced", "Father of Mine" và "If That Alright with You".

## Danh sách các phim

### Điện ảnh
| Năm  | Tiêu đề                                       | Vai diễn                         | Ghi chú                                                      |
| ---- | --------------------------------------------- | -------------------------------- | ------------------------------------------------------------ |
| 1997 | The Borrowers                                 | Peagreen Clock                   |                                                              |
| 1999 | Anna and the King                             | Louis T. Leonowens               |                                                              |
| 2001 | Harry Potter and the Philosopher's Stone      | Draco Malfoy                     | Phát hành ở Mỹ với tên Harry Potter and the Sorcerer's Stone |
| 2002 | Harry Potter and the Chamber of Secrets       | Draco Malfoy                     |                                                              |
| 2004 | Harry Potter and the Prisoner of Azkaban      | Draco Malfoy                     |                                                              |
| 2005 | Harry Potter and the Goblet of Fire           | Draco Malfoy                     |                                                              |
| 2007 | Harry Potter and the Order of the Phoenix     | Draco Malfoy                     |                                                              |
| 2008 | The Disappeared                               | Simon Pryor                      |                                                              |
| 2009 | Harry Potter and the Half-Blood Prince        | Draco Malfoy                     |                                                              |
| 2010 | Harry Potter and the Deathly Hallows – Part 1 | Draco Malfoy                     |                                                              |
| 2010 | White Other                                   | Ray Marsden                      | Phim ngắn                                                    |
| 2010 | Get Him to the Greek                          | Chính mình                       | Khách mời                                                    |
| 2010 | 13Hrs                                         | Gary Ashby                       |                                                              |
| 2011 | Harry Potter and the Deathly Hallows – Part 2 | Draco Malfoy                     |                                                              |
| 2011 | Rise of the Planet of the Apes                | Dodge Landon                     |                                                              |
| 2012 | The Apparition                                | Patrick                          |                                                              |
| 2012 | From the Rough                                | Edward                           |                                                              |
| 2013 | Belle                                         | James Ashford                    |                                                              |
| 2013 | In Secret                                     | Camille Raquin                   |                                                              |
| 2014 | Against the Sun                               | Tony Pastula                     |                                                              |
| 2014 | How I Didn't Become a Piano Player            | Ted (voice)                      | Phim ngắn                                                    |
| 2016 | Risen                                         | Lucius Tyco Ennius               |                                                              |
| 2016 | Message from the King                         | Frankie                          |                                                              |
| 2016 | A United Kingdom                              | Rufus Lancaster                  |                                                              |
| 2016 | Sheep and Wolves                              | Grey (voice)                     | Lồng tiếng Anh                                               |
| 2017 | Megan Leavey                                  | Andrew Dean                      |                                                              |
| 2017 | Feed                                          | Matt Grey                        |                                                              |
| 2017 | Stratton                                      | Cummings                         |                                                              |
| 2018 | Ophelia                                       | Laertes                          |                                                              |
| 2019 | Braking for Whales                            | Brandon Walker                   |                                                              |
| 2020 | A Babysitter's Guide to Monster Hunting       | The Grand Guignol/The Boogey Man |                                                              |
| 2020 | The Forgotten Battle                          | Captain Tony Turner              |                                                              |
| 2021 | A Tale of Two Mindsets                        | Pessimist                        | Phim ngắn                                                    |
| 2022 | Save the Cinema                               | Richard Goodridge                |                                                              |
| TBA  | Canyon Del Muerto                             | Earl H. Morris                   | Hậu kỳ                                                       |
| TBA  | Some Other Woman                              | TBA                              |                                                              |

### Truyền hình
| Year      | Title                                             | Role                    | Notes                                  |
| --------- | ------------------------------------------------- | ----------------------- | -------------------------------------- |
| 1998      | Bugs                                              | James                   | Episode: "Pandoras' Box"               |
| 1999      | Second Sight                                      | Thomas Ingham           | Television film                        |
| 2000      | Second Sight 2: Hide and Seek                     | Thomas Ingham           | Television film                        |
| 2005      | Home Farm Twins                                   | Adam Baker              | Unknown episodes                       |
| 2013      | Labyrinth                                         | Viscount Trencavel      | Television miniseries                  |
| 2013      | Full Circle                                       | Tim Abbott              | Television miniseries                  |
| 2014      | Murder in the First                               | Erich Blunt             | Main role (season 1)                   |
| 2015      | Tom Felton Meets The Superfans                    | Interviewer             | Directorial debut                      |
| 2016–2017 | The Flash                                         | Julian Albert / Alchemy | Recurring role (season 3); 17 episodes |
| 2018      | Origin                                            | Logan Maine             | Main role (10 episodes)                |
| 2021      | Harry Potter: Hogwarts Tournament of Houses       | Chính mình              | Special appearance (3 episodes)        |
| 2022      | Harry Potter 20th Anniversary: Return to Hogwarts | Chính mình              | HBO Max Special                        |

### Theatre
| Year | Title              | Role | Notes             |
| ---- | ------------------ | ---- | ----------------- |
| 2022 | 2:22 A Ghost Story | Sam  | Criterion Theatre |

### Video games
| Year | Title                                         | Role                 | Notes |
| ---- | --------------------------------------------- | -------------------- | ----- |
| 2007 | Harry Potter and the Order of the Phoenix     | Draco Malfoy (voice) |       |
| 2009 | Harry Potter and the Half-Blood Prince        | Draco Malfoy (voice) |       |
| 2010 | Harry Potter and the Deathly Hallows – Part 1 | Draco Malfoy (voice) |       |

### Music videos
| Year | Title       | Role | Artist       |
| ---- | ----------- | ---- | ------------ |
| 2018 | Empty Space | Jake | James Arthur |

## Discography

### EPs
- Time Well Spent (2008)
- All I Need (2008)
- In Good Hands (2009)
- Hawaii (2011)
- YoOHoO (2021)

### Singles
- "Silhouettes in Sunsets" (2008)
- "Time Isn't Healing" (2008)
- "If You Could Be Anywhere" (2010)
- "hOLDing on" (2021)

## Đĩa nhạc

### EPs
- Time Well Spent (2008)
- All I Need (2008)
- In Good Hands (2009)
- Hawaii (2011)

### Singles
- "Silhouettes in Sunsets" (2008)
- "Time Isn't Healing" (2008)
- "If You Could Be Anywhere" (2010)
- "hOLDing On" (2021)

## Giải thưởng và đề cử
| Năm  | Tác phẩm                                      | Giải thưởng           | Hạng mục                                                   | Kết quả |
| ---- | --------------------------------------------- | --------------------- | ---------------------------------------------------------- | ------- |
| 2001 | Harry Potter and the Philosopher's Stone      | Young Artist Award    | Best Ensemble in a Feature Film                            | Đề cử   |
| 2001 | Harry Potter and the Philosopher's Stone      | Young Artist Award    | Best Performance in a Feature Film: Supporting Young Actor | Đề cử   |
| 2009 | Harry Potter and the Half-Blood Prince        | MTV Movie Award       | Best Villain                                               | Thắng   |
| 2009 | Harry Potter and the Half-Blood Prince        | Scream Award          | Best Ensemble                                              | Thắng   |
| 2010 | Harry Potter and the Deathly Hallows – Part 1 | MTV Movie Award       | Best Villain                                               | Thắng   |
| 2010 | Harry Potter and the Deathly Hallows – Part 1 | Teen Choice Award     | Choice Movie Villain                                       | Thắng   |
| 2011 | Harry Potter and the Deathly Hallows – Part 2 | MTV Movie Award       | Best Cast                                                  | Thắng   |
| 2011 | Harry Potter and the Deathly Hallows – Part 2 | Scream Award          | Best Ensemble                                              | Đề cử   |
| 2015 | Himself                                       | Giffoni Film Festival | Giffoni Experience Award                                   | Thắng   |